# Języki południowohalmaherskie
Języki południowohalmaherskie – gałąź języków austronezyjskich używanych w indonezyjskiej prowincji Moluki Północne. Ich zasięg geograficzny to południowo-wschodni fragment wyspy Halmahera oraz niektóre mniejsze wyspy północnych Moluków (Makian, Kayoa).
Na Halmaherze obszar występowania tych języków obejmuje południowy kraniec wyspy, półwysep południowo-wschodni oraz część półwyspu północno-wschodniego (tereny wzdłuż wybrzeża południowo-wschodniego) . Do tej grupy nie należą wyraźnie odrębne języki wysp Sula i Bacan, które reprezentują inne gałęzie rodziny austronezyjskiej.
Nie są spokrewnione z językami północnohalmaherskimi (niebędącymi językami austronezyjskimi), niemniej obie rodziny znalazły się w sferze kontaktów. Ze względu na historyczną dominację Sułtanatu Ternate austronezyjskie języki regionu wykazują znaczne wpływy języka ternate, miejscowego języka wehikularnego. W roli lingua franca przyjął się też język tidore, język Sułtanatu Tidore, który kontrolował ten region Halmahery. Wspólnym wyróżnikiem obu grup językowych (austronezyjskich i nieaustronezyjskich języków Halmahery) jest system orientacji przestrzennej oparty nie na rozróżnieniu lewo-prawo, lecz na osiach ląd-morze i góra-dół (biegnąca równolegle do wybrzeża).
Najpewniej rozprzestrzeniły się z północnej Nowej Gwinei. Wszystkie z nich są do siebie zbliżone, co pozwala przypuszczać, że stanowią wynik stosunkowo niedawnej ekspansji. Spokrewnione języki zatoki Cenderawasih (Sarera) cechują się dużo większym stopniem różnorodności.
Żadne z tych języków nie wykształciły formy pisanej. Niektóre z nich zostały dobrze opisane, ale materiały nt. pozostałych ograniczają się do list słownictwa. Stosunkowo dobra dokumentacja (obejmująca dane gramatyczne i leksykalne) jest dostępna dla języków buli, taba i sawai.

## Podział wewnętrzny
Serwis Glottolog (4.2) proponuje następującą klasyfikację:
- Grupa makian wschodni-gane
  - wschodniomakiański (taba, odmiany: wschodniomakiański właściwy, kajoa)
  - gane
- Grupa środkowo-wschodnia
  - buli (odmiany: buli, wayamli)
  - maba
  - patani
  - sawai (odmiany: weda, sawai, kobe, faya-mafa, messa-dote)
- gebe

Języki gane i wschodniomakiański są krańcowymi punktami kontinuum dialektalnego (między nimi występują warianty saketa, wos i kajoa). Dialekt kajoa bywa rozpatrywany jako odrębny język. Przez pewien czas do tej grupy zaliczano język zachodniomakiański (który dzieli wyspę Makian z językiem taba), lecz ostatecznie wykazano jego nieaustronezyjski charakter.
Języki środkowo-wschodnie również tworzą kontinuum dialektalne. Dialekty weda i sawai bywają wydzielane jako samodzielne języki. Ethnologue (wyd. 23) zamiast grupy środkowo-wschodniej wyróżnia grupę południowo-wschodnią.
Klasyfikacja języka gebe nie została dobrze ustalona, a wyspy Gebe są geograficznie bliższe Waigeo w archipelagu Raja Ampat. Niewykluczone, że język gebe jest bliżej spokrewniony z językami Raja Ampat, taką też klasyfikację podaje Ethnologue. Inni autorzy postulują przynależność gebe do języków południowohalmaherskich. Według jednej z propozycji chodzi o historyczną pochodną języka patani z Halmahery.
A.C.L. Remijsen (2001) zalicza do języków południowohalmaherskich wszystkie języki Raja Ampat. Wcześniej podobny związek postulował R. Blust (1978), analizując dane z dwóch języków Raja Ampat (ma’ya i matbat, pozostałych nie uwzględnił w swoich rozważaniach). Ethnologue umieszcza w tej grupie język irarutu, o niejasnej przynależności genetycznej. Nierozstrzygnięty pozostaje także status sąsiedniego języka kuri.